# سام ماكبرايد
سام ماكبرايد هو شخصية أعمال كندي، ولد في 13 يوليو 1866 في تورونتو في كندا، وتوفي بنفس المكان في 14 نوفمبر 1936.